# Weidenberg
Weidenberg – gmina targowa w Niemczech, w kraju związkowym Bawaria, w rejencji Górna Frankonia, w regionie Oberfranken-Ost, w powiecie Bayreuth, siedziba wspólnoty administracyjnej Weidenberg. Leży w Smreczanach, nad rzekami Warme Steinach i Czerwony Men, przy linii kolejowej Warmensteinach – Bayreuth.
Gmina położona jest ok. 10 km na wschód od centrum Bayreuth, ok. 55 km na północ od Amberga i ok. 69 km na północny wschód od Norymbergi.

## Dzielnice
W skład gminy wchodzą następujące dzielnice: Altenreuth, Altmühle, Au, Böritzen, Bruckmühle, Döhlau, Eichenhof, Eichleithen, Erdelberg, Fischbach, Flurhof, Gebhardtshof, Glotzdorf, Görau, Görschnitz, Gossenreuth, Grünhof, Grund, Hammer, Hartmannsreuth, Haselhöhe, Heßlach, Hilpertsgraben, Höflas, Kattersreuth, Keilstein, Kleinmühle, Kolmreuth, Lankendorf, Lehen, Lessau, Letten, Lochmühle, Lohe, Mengersreuth, Mittlernhammer, Neunkirchen am Main, Neuwiese, Rosenhammer, Rügersberg, Saas, Sandhof, Schafhof, Sophienthal, Sorg, Stockau, Ützdorf, Untersteinach, Waizenreuth, Weidenberg, Wildenreuth i Wölgada.

## Demografia
| Rok  | Liczba mieszk. |
| ---- | -------------- |
| 1970 | 5.170          |
| 1987 | 5.489          |
| 2000 | 6.687          |
| 2006 | 6.494          |

## Współpraca
Miejscowości partnerskie:
- Juchnowiec Kościelny, Polska od 2009
- Plouhinec, Francja od 1989
- Smržovka, Czechy od 1998
- Unsere Liebe Frau im Walde-St. Felix, Włochy od 1976

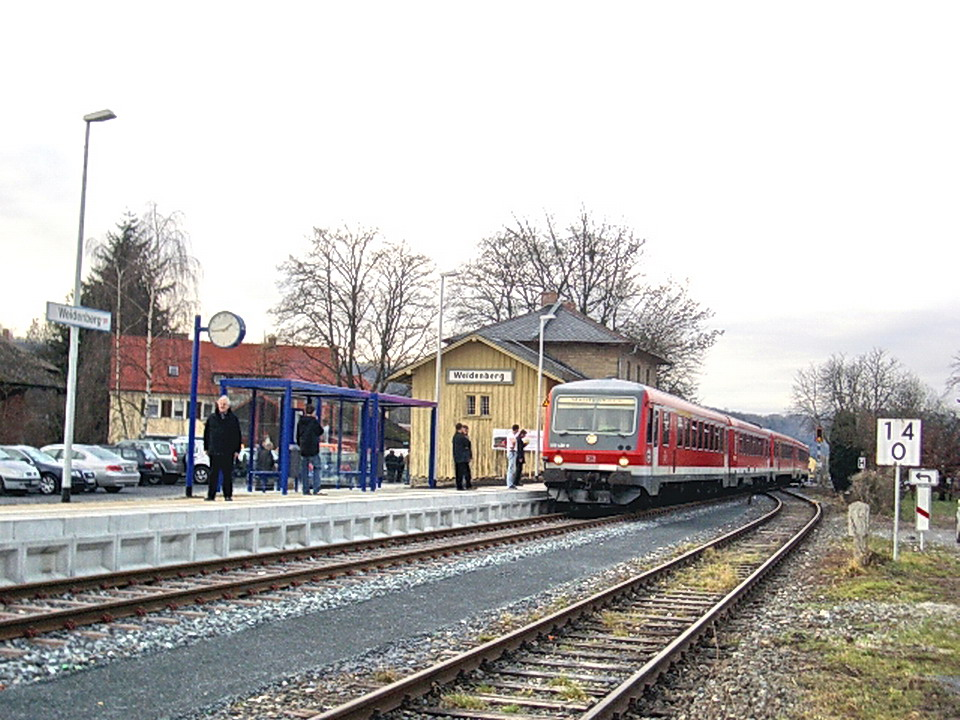
Dworzec kolejowy

## Atrakcje
- Muzeum Szkła i Guzików (Glas-Knopf-Museum)
- galeria na dworcu kolejowym